# Pingyangmiao
Pingyangmiao (kinesiska: 坪阳庙, 坪阳庙乡) är en socken i Kina. Den ligger i provinsen Hunan, i den södra delen av landet, omkring 110 kilometer sydost om provinshuvudstaden Changsha. Antalet invånare är 17196. Befolkningen består av 8 608 kvinnor och 8 588 män. Barn under 15 år utgör 16,0 %, vuxna 15-64 år 68 %, och äldre över 65 år 15,0 %.
Genomsnittlig årsnederbörd är 1 859 millimeter. Den regnigaste månaden är maj, med i genomsnitt 295 mm nederbörd, och den torraste är oktober, med 29 mm nederbörd.